# Zawady B
Zawady B – wieś sołecka w Polsce położona w województwie mazowieckim, w powiecie płońskim, w gminie Nowe Miasto.
W latach 1975–1998 miejscowość administracyjnie należała do województwa ciechanowskiego.